# Eli Avivi

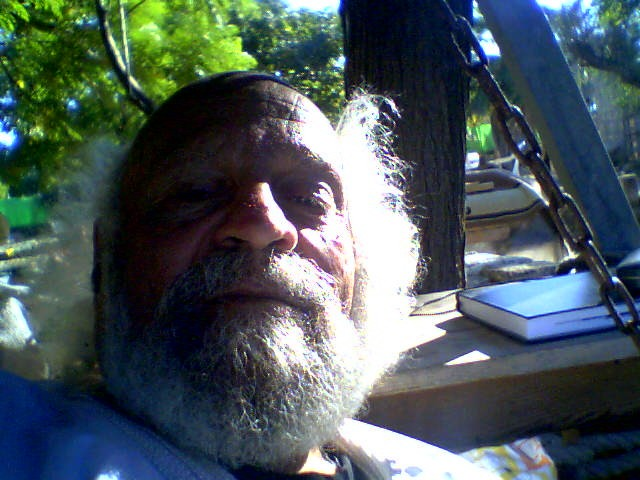
Eli Avivi

Eli Avivi (geboren am 27. April 1930 in Persien; gestorben am 16. Mai 2018 in Israel) war Seemann, Hippie und Aktfotograf. 1971 gründete er das Projekt Achsivland.

## Leben
Eli Avivi war seit 1946 Mitglied des Palmach und leistete Mithilfe bei der Schleusung jüdischer Auswanderer aus Europa nach Palästina. Ab 1947 arbeitete er als Fischer. Ab 1952 wohnte er in der Siedlung Achziv. Hier rief er 1971 den Mikrostaat Achzivland aus, in dem er zusammen mit seiner Frau Rina lebte. Es handelte sich durchaus um eine Touristenattraktion, wenngleich der Staat international nicht anerkannt wurde. Avivi fotografierte über Jahrzehnte seine Freundinnen und Gäste seines Landes am Strand. Über die Jahre entstand mit über einer Million Bildern das größte Archiv für Aktbilder in Israel.
Er starb 2018 an einer Lungenentzündung. Er ist im Kibbuz Gesher Haziv begraben.

## Dokumentarfilm
2009 entstand der Dokumentarfilm Medinat Akhziv = Achziv, a place for love über die Lebensgeschichte von Eli Avivi und seinen Staat. Der Film wurde auf dem Haifa International Film Festival und dem Toronto Jewish Film Festival 2009 aufgeführt.